# José de Cupertino Coelho Cintra
José de Cupertino Coelho Cintra (Recife, 18 de setembro de 1843 - Rio de Janeiro, 12 de agosto de 1939) foi engenheiro e político brasileiro.

## Biografia
Nasceu no Recife, filho de Manuel Coelho Cintra e de Mafalda Augusta Pitaluga Cintra, naturais de Lisboa. Era irmão do magistrado Manuel Coelho Cintra Júnior e de Luís Augusto Coelho Cintra.
Bacharelou-se em Matemática e Ciências Físicas e Naturais, em 1865, pela Escola Central, hoje Faculdade Nacional de Engenharia.
Seu primeiro cargo profissional foi o de Ajudante da Fiscalização da Companhia City Improvements. Exerceu vários cargos pertinentes à sua formação, quase todos no Espírito Santo. Como Ajudante da Inspetoria de Imigração, apaziguou diversas rebeliões de imigrantes naquela Província e na do Rio Grande do Sul. No cargo de Inspetor-Geral de Terras e Colonização do Espírito Santo, prestou relevantes serviços no estabelecimento da colonização em ambas as Províncias, tendo sido o fundador da cidade de Caxias do Sul.
Em 1889 tornou-se diretor da Companhia Ferro-Carril do Jardim Botânico, envolvendo-se no projeto e execução da duplicação da linha de bondes de Botafogo à Escola Militar da Praia Vermelha, obtendo reputação por ter concluído os trabalhos em seis dias.
Posteriormente, foi o responsável pelo projeto e execução do Túnel Real Grandeza, ligando Botafogo a Copacabana (1892), o que permitiu a exploração imobiliária daquele trecho litorâneo.
Prosseguindo, atingiu a Lagoa Rodrigo de Freitas até à praça Piassava, onde hoje se ergue uma estátua de Quintino Bocaiúva.
Foi o responsável pela primeira instalação elétrica em corrente contínua na América do Sul, para tração dos bondes da então Capital Federal.
Criou os bondes de segunda classe para a população mais humilde da cidade, a preços reduzidos, apelidados carinhosamente de "Caraduras" ou "Taiobas".
Aposentou-se aos 78 anos de idade, estando homenageado com uma estátua na entrada do Túnel Novo, no Rio. A herma é obra do escultor Laurindo Ramos e se ergue-se na Avenida Princesa Isabel.
Entre as distinções que recebeu ao longo de sua carreira contam-se:
- Sócio benfeitor da Sociedade Propagadora das Belas Artes, (atual Liceu de Artes e Ofícios do Rio de Janeiro);
- Sócio benfeitor da Caixa de Socorros D. Pedro V;
- Membro da Sociedade de Geografia do Rio de Janeiro;
- Sócio honorário da Sociedade de Artes Mecânicas e Liberais de Pernambuco;
- Sócio do Centro Carioca e Pernambucano
- Sócio do Instituto Arqueológico e Geográfico de Pernambuco.

Foi deputado federal pelo estado de Pernambuco, entre 1894 e 1896, prefeito da cidade do Recife, oficial de gabinete do ministro Francisco Sá e autor de cartas corográficas e geográficas do Espírito Santo.